# هاري نيو
هاري نيو (بالإنجليزية: Harry New)‏ هو لاعب كرة قدم أسترالية أسترالي، ولد في 16 يوليو 1920، وتوفي في 16 يونيو 1994.

## وصلات خارجية
- هاري نيو على موقع AustralianFootball.com (الإنجليزية)
- هاري نيو على موقع AFLtables.com (الإنجليزية)